# Sidel
Sidel группы является производителем пищевой упаковки, который делает машины для производства упаковки для напитков: воду, газированные безалкогольные напитки, молоко, растительного масла, пива и других алкогольных напитков. Её штаб-квартира находится в Италии, г. Парма.
Компания была приобретена в 2003 году Tetra Laval. Sidel является одним из 3-х промышленных подразделений Tetra Laval Group наряду с Тетра Пак и DeLaval.

## Обзор
Компания была основана в 1965, как 1965 as Société Industrielle Des Emballages Légers SA -Промышленная Компания Легкой Упаковки .В начале 1960-х, Sidel изобрели пластиковые бутылки (ПВХ, полиэтилен высокой плотности) и разработали оборудование, используемое при создании бутылок. В 1980-х годах, потребление ПЭТ бутылок значительно возросло, что сделало компанию популярной. На протяжении нескольких лет Sidel приобрела несколько других компаний, таких как Cermex и Gebo, а затем сама была приобретена Тетра Лаваль в 2003 году. После приобретения компании Sidel, Тетра Лаваль также приобрела Simonazzi у SIG, специализирующаяся на производстве машин для розлива в ПЭТ и стеклянные бутылки, а также алюминиевые банки. Группа Sidel сегодня транснациональная компания с продуктами, которые охватывают всю линию по производству упаковки для напитков.

## Продукты
Sidel группа разрабатывает и производит, комплексные линии упаковки для жидких пищевых продуктов в 3 основных типа контейнеров:
- стеклянные бутылки
- пластиковые бутылки
- алюминиевые банки

Sidel производит оборудование для:
- выдува ПЭТ-бутылок
- розлива напитков в бутылки и банки
- наклеивания этикеток на бутылки
- упаковки бутылок в плёнку
- упаковки в клети
- пакетирование
- некоторые виды технологического оборудования тесно связанные с линиями по розливу и упаковке напитков, например:
  - сатураторы
  - миксеры
  - пастеризаторы

Sidel также поставляет клиентам набор проектных решений, инженерных и связанных с ними услуг.

## Бизнес
Sidel работает для международных компаний производителей продуктов питания, таких как Coca-Cola, PepsiCo, Danone, Nestle, Heineken. Её установленная база включает в себя более 30 000 машин в 190 странах мира.
Sidel работает на всех континентах. Производство в 12 странах. Центры продаж и технического сервиса в 28 странах.

## Финансовые показатели
- Yahoo! — Tetra Laval SA профиль компании